# XVI Legislatura da Terceira República Portuguesa
A XVI Legislatura foi a legislatura da Assembleia da República Portuguesa, resultante das eleições legislativas de 10 de março de 2024. A primeira reunião plenária decorreu no dia 26 de março de 2024. Foi até agora a legislatura mais curtas da democracia portuguesa, com apenas uma sessão legislativa, que teve a duração de 1 ano e 66 dias.
Esta legislatura foi marcada pelo regresso à Assembleia da República do CDS-PP, que na anterior legislatura havia perdido o assento parlamentar. Devido à coligação da AD, conseguem então voltar ao parlamento. Por outro lado, o Partido Socialista perde 42 deputados da anterior legislatura e o CHEGA quadruplica o seu número de deputados e constitui um grupo parlamentar de 50 deputados e mais de um milhão de votos. Outra subida significativa é a do Livre que também quadruplica os seus mandatos e passa a ter um grupo parlamentar de 4 deputados.
Na sequência do Caso Spinumviva, que foi a causa de duas moções de censura (rejeitadas) e uma moção de confiança, que foi rejeitada e levou à queda do XXIV Governo Constitucional em 11 de março de 2025, o Presidente da República, Marcelo Rebelo de Sousa anunciou a sua intenção de dissolver a Assembleia da República e convocar eleições legislativas antecipadas. A dissolução do parlamento deu-se no dia 20 de março de 2025, reunindo a partir daquela data a Comissão Permanente.

José Pedro Aguiar-Branco, Presidente da Assembleia da República
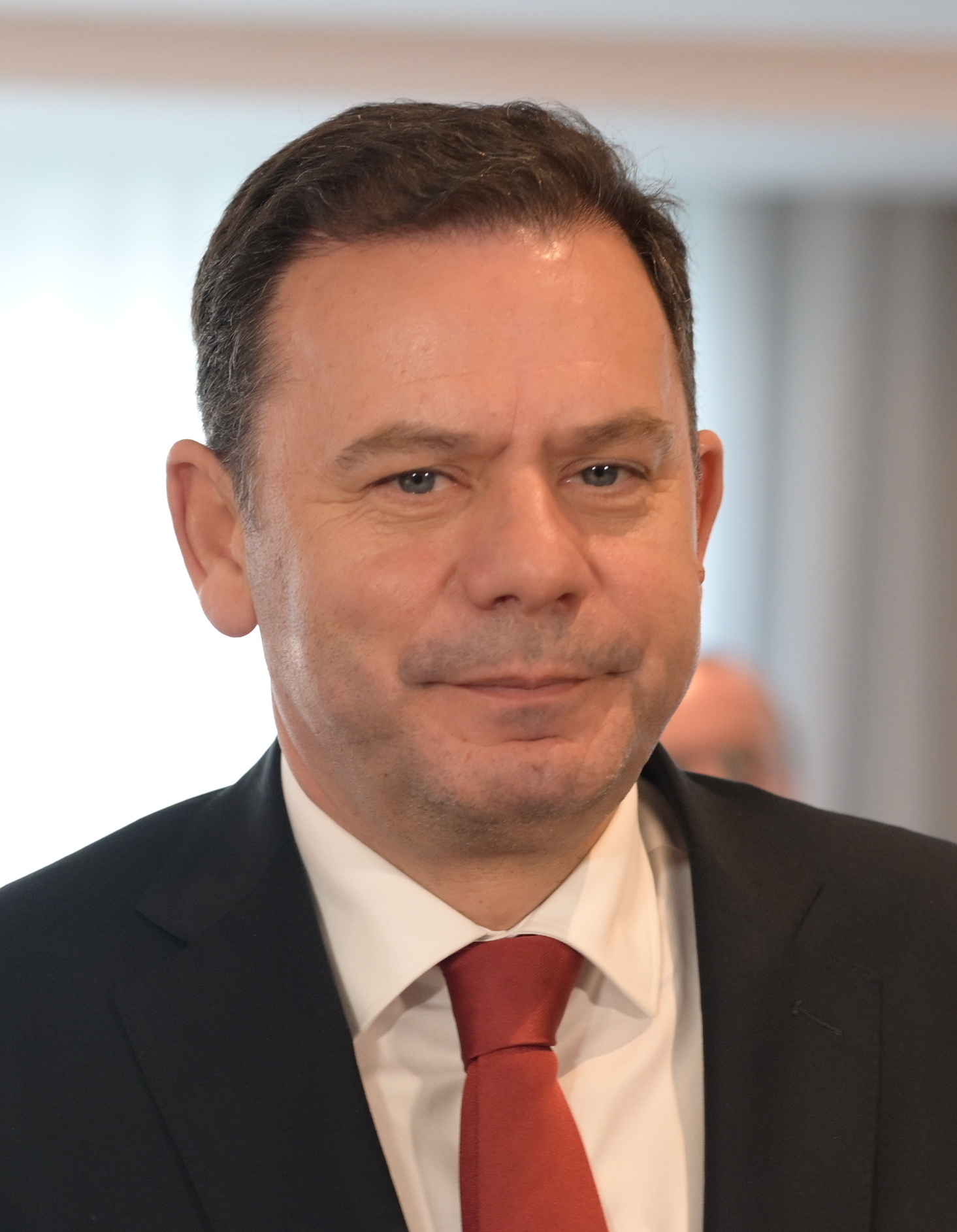
Luís Montenegro, Primeiro-Ministro do XXIV Governo Constitucional
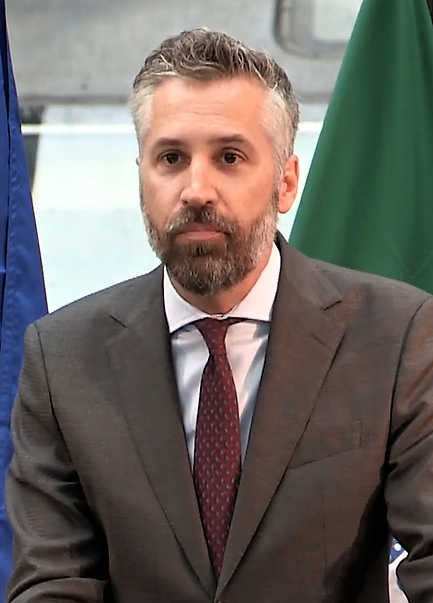
Pedro Nuno Santos, Líder da Oposição

## Composição da Assembleia da República
|   | Partido                     | Partido      | 2024 mar. 26 | 2025 Jan. 21 |
| • | Partido Social Democrata    | 78           | 78           |              |
|   | Partido Socialista          | 78           | 78           |              |
|   | CHEGA                       | 50           | 49           |              |
|   | Iniciativa Liberal          | 8            | 8            |              |
|   | Bloco de Esquerda           | 5            | 5            |              |
|   | Partido Comunista Português | 4            | 4            |              |
|   | Livre                       | 4            | 4            |              |
| • | CDS-PP                      | 2            | 2            |              |
|   | Pessoas-Animais-Natureza    | 1            | 1            |              |
|   |                             | Não inscrito | 0            | 1            |

(•) Partidos do XXIV Governo Constitucional de Portugal

### Composição após o Caso Arruda
Miguel Arruda, ao se tornar suspeito de furtar malas nos aeroportos, desfiliou-se do Chega antes do início do seu processo de expulsão e passou à condição de deputado não inscrito.

## Mesa da Assembleia da República
| Presidente       |  | José Pedro Aguiar-Branco | Partido Social Democrata |
|                  |  |                          |                          |
| Vice-Presidentes |  | Teresa Morais            | Partido Social Democrata |
| Vice-Presidentes |  | Marcos Perestrello       | Partido Socialista       |
| Vice-Presidentes |  | Diogo Pacheco de Amorim  | CHEGA                    |
| Vice-Presidentes |  | Rodrigo Saraiva          | Iniciativa Liberal       |
|                  |  |                          |                          |
| Secretários      |  | Jorge Paulo Oliveira     | Partido Social Democrata |
| Secretários      |  | Joana Ferreira Lima      | Partido Socialista       |
| Secretários      |  | Gabriel Mithá Ribeiro    | CHEGA                    |
| Secretários      |  | Germana Rocha            | Partido Social Democrata |
|                  |  |                          |                          |
| Vice-Secretários |  | Sandra Pereira           | Partido Social Democrata |
| Vice-Secretários |  | Palmira Maciel           | Partido Socialista       |
| Vice-Secretários |  | Filipe Melo              | CHEGA                    |
| Vice-Secretários |  | Susana Correia           | Partido Socialista       |

## Grupos parlamentares

### Liderança dos grupos parlamentares
| Partido | Partido | Líder do Partido                 | Presidente do Grupo Parlamentar  | Vice-Presidentes | Deputados |
| ------- | ------- | -------------------------------- | -------------------------------- | --- | --------- |
|         | PPD/PSD | Luís Montenegro                  | Hugo Soares                      | Miguel Guimarães; João Valle e Azevedo; Pedro Alves; Andreia Neto; Hugo Oliveira; Hugo Carneiro; Alexandre Poço; Regina Bastos; Silvério Regalado; Isaura Morais; Cristóvão Norte; António Rodrigues.                            | 78        |
|         | PS      | Pedro Nuno Santos                | Alexandra Leitão                 | Mariana Vieira da Silva; António Mendonça Mendes; Marina Gonçalves; Isabel Ferreira; Francisco César; João Torres; Pedro Delgado Alves; Ana Paula Bernardo; João Paulo Rebelo; Luís Graça; Maria Begonha; Tiago Barbosa Ribeiro. | 78        |
|         | CH      | André Ventura                    | Pedro Pinto                      | Rui Paulo Sousa; Rita Matias; Jorge Galveias; Marta Silva. | 50        |
|         | IL      | Rui Rocha                        | Mariana Leitão                   | Sem Vice-Presidente | 8         |
|         | B.E.    | Mariana Mortágua                 | Fabian Figueiredo                | Marisa Matias | 5         |
|         | PCP     | Paulo Raimundo                   | Paula Santos                     | Sem vice-presidente | 4         |
|         | L       | Grupo de Contacto                | Isabel Mendes Lopes              | Sem vice-presidente | 4         |
|         | CDS-PP  | Nuno Melo                        | Paulo Núncio                     | Sem vice-presidente | 2         |
|         | PAN     | Inês Sousa Real (deputada única) | Inês Sousa Real (deputada única) | Inês Sousa Real (deputada única) | 1         |

## Comissões Parlamentares
As Comissões Parlamentares constituem órgãos internos do Parlamento com competências especializadas que cabem na competência genérica da instituição parlamentar e regem-se diretamente pelos seus regulamentos internos e pelo Regimento da Assembleia da República, sendo que as regras gerais de funcionamento do Plenário são adotadas como direito subsidiário. Nesta legislatura o PSD tem a presidência de seis comissões, o PS cinco e o CHEGA preside a três comissões parlamentares.
| N.º  | Comissão                                                               | Sigla   | Presidente            | Presidente | Presidente | Vice-Presidentes                               |
| ---- | ---------------------------------------------------------------------- | ------- | --------------------- | ---------- | ---------- | ---------------------------------------------- |
| 1.ª  | Comissão de Assuntos Constitucionais, Direitos, Liberdades e Garantias | 1CACDLG | Paula Cardoso         |            | PSD        | Manuel Magno (CH) Cláudia Santos (PS)          |
| 2.ª  | Comissão de Negócios Estrangeiros e Comunidades Portuguesas            | 2CNECP  | Sérgio Sousa Pinto    |            | PS         | Carlos Eduardo Reis (PSD) Rodrigo Saraiva (IL) |
| 3.ª  | Comissão de Defesa Nacional                                            | 3CDN    | Pedro Pessanha        |            | CH         | Liliana Reis (PSD) José Costa (PS)             |
| 4.ª  | Comissão de Assuntos Europeus                                          | 4CAE    | Telmo Faria           |            | PSD        | Marta Temido (PS) Rui Tavares (L)              |
| 5.ª  | Comissão de Orçamento e Finanças                                       | 5COF    | Filipe Neto Brandão   |            | PS         | Pedro Coelho (PSD) Paulo Núncio (CDS)          |
| 6.ª  | Comissão de Economia, Obras Públicas, Planeamento e Habitação          | 6CEOPPH | Miguel Santos         |            | PSD        | Pedro Coimbra (PS) Carlos Guimarães Pinto (IL) |
| 7.ª  | Comissão de Agricultura e Pescas                                       | 7CAP    | Emília Cerqueira      |            | PSD        | João Graça (CH) Clarisse Campos (PS)           |
| 8.ª  | Comissão de Educação e Ciência                                         | 8CEC    | Manuela Tender        |            | CH         | Germana Rocha (PSD) Eduardo Pinheiro (PS)      |
| 9.ª  | Comissão de Saúde                                                      | 9CS     | Ana Abrunhosa         |            | PS         | Marta Silva (CH) Ana Isabel Moreira (PSD)      |
| 10.ª | Comissão de Trabalho, Segurança Social e Inclusão                      | 10CTSSI | Eurico Brilhante Dias |            | PS         | Pedro Roque (PSD) José Soeiro (BE)             |
| 11.ª | Comissão de Ambiente e Energia                                         | 11CAENE | Salvador Malheiro     |            | PSD        | Rita Matias (CH) Pedro Vaz (PS)                |
| 12.ª | Comissão de Cultura, Comunicação, Juventude e Desporto                 | 12CCCJD | Edite Estrela         |            | PS         | Jorge Galveias (CH) António Filipe (PCP)       |
| 13.ª | Comissão de Poder Local e Coesão Territorial                           | 13CCTPL | Bruno Nunes           |            | CH         | Carlos Silva Santiago (PSD) João Azevedo (PS)  |
| 14.ª | Comissão de Transparência e Estatuto dos Deputados                     | 14CTED  | Ofélia Ramos          |            | PSD        | Rui Paulo Sousa (CH) Isabel Oneto (PS)         |

## Eleições

### Eleição do Presidente

#### Primeiro escrutínio (26 de março de 2024)
José Pedro Aguiar-Branco, ex-Ministro da Defesa Nacional entre 2011 e 2015, foi o nome proposto do Partido Social Democrata para a Presidência da Assembleia da República. No dia 26 de março de 2024, André Ventura, líder do Chega, anunciou o seu apoio à candidatura de Aguiar-Branco, falando de um acordo que permitisse a aprovação da candidatura de Diogo Pacheco de Amorim à Vice Presidência da Assembleia. Contra todas as expectativas, o nome de Aguiar-Branco foi rejeitado em votação, obtendo apenas 89 votos a favor, contra 134 brancos e 7 votos nulos.
| Candidato                 | Grupo parlamentar | Grupo parlamentar | Votos |
| ------------------------- | ----------------- | ----------------- | ----- |
| José Pedro Aguiar-Branco  |                   | PSD               | 89    |
|                           |                   |                   |       |
| Totais                    | Totais            | Totais            | 89    |
| Votos necessários         | Votos necessários | Votos necessários | 116   |
| Brancos ou nulos          | Brancos ou nulos  | Brancos ou nulos  | 141   |
| Votos                     | Votos             | Votos             | 230   |
| Fonte: Jornal de Negócios |                   |                   |       |

#### Segundo e terceiro escrutínios (26 de março de 2024)
Após o chumbo de Aguiar-Branco para Presidente da Assembleia da República, foi necessário proceder a uma segunda votação. Joaquim Miranda Sarmento, em representação do Partido Social Democrata, retirou a candidatura de Aguiar-Branco, forçando a apresentação de um novo nome. José Pedro Aguiar-Branco voltou a apresentar a sua candidatura à Presidência da Assembleia da República, enquanto que Francisco Assis, deputado do Partido Socialista, também apresentou a sua candidatura. Também o Chega anunciou que iria apresentar a candidatura de Manuela Tender, antiga deputada pelo PSD, à presidência da Assembleia. Novamente, nenhum candidato teve uma maioria absoluta necessária para a eleição, com Francisco Assis a receber mais votos que Aguiar-Branco e Manuela Tender.
| Candidato                | Grupo parlamentar | Grupo parlamentar | Votos |
| ------------------------ | ----------------- | ----------------- | ----- |
| Francisco Assis          |                   | PS                | 90    |
| José Pedro Aguiar-Branco |                   | PSD               | 88    |
| Manuela Tender           |                   | CH                | 49    |
|                          |                   |                   |       |
| Totais                   | Totais            | Totais            | 227   |
| Votos necessários        | Votos necessários | Votos necessários | 116   |
| Brancos ou nulos         | Brancos ou nulos  | Brancos ou nulos  | 2     |
| Votos                    | Votos             | Votos             | 229   |
| Fonte: Observador        |                   |                   |       |

Procedeu-se assim a uma segunda volta entre os dois candidatos com mais votos: Francisco Assis do Partido Socialista e José Pedro Aguiar-Branco do Partido Social Democrata. Novamente não houve maioria, não sendo eleito nenhum candidato.
| Candidato                | Grupo parlamentar | Grupo parlamentar | Votos |
| ------------------------ | ----------------- | ----------------- | ----- |
| Francisco Assis          |                   | PS                | 90    |
| José Pedro Aguiar-Branco |                   | PSD               | 88    |
|                          |                   |                   |       |
| Totais                   | Totais            | Totais            | 178   |
| Votos necessários        | Votos necessários | Votos necessários | 116   |
| Brancos ou nulos         | Brancos ou nulos  | Brancos ou nulos  | 52    |
| Votos                    | Votos             | Votos             | 230   |
| Fonte: Observador        |                   |                   |       |

#### Quarto escrutínio (27 de março de 2024)
Não tendo sido eleito nenhum candidato no segundo escrutínio, procedeu-se a uma nova votação para a presidência da Assembleia da República. O Chega voltou a apresentar um candidato, desta vez Rui Paulo Sousa. Após reuniões entre Luís Montenegro, líder do Partido Social Democrata, e Pedro Nuno Santos, líder do Partido Socialista, ficou acordado que a solução para resolver o impasse na eleição de um presidente seria uma presidência dividida entre os dois partidos. Assim, José Pedro Aguiar-Branco seria presidente da Assembleia da República nos primeiros 2 anos da legislatura, enquanto um deputado do PS seria Presidente nos últimos 2 anos da legislatura. José Pedro Aguiar-Branco foi eleito Presidente da Assembleia da República com 160 votos, contra os 50 votos de Rui Paulo Sousa e 18 votos em branco.
| Candidato                 | Grupo parlamentar | Grupo parlamentar | Votos |
| ------------------------- | ----------------- | ----------------- | ----- |
| José Pedro Aguiar-Branco  |                   | PSD               | 160   |
| Rui Paulo Sousa           |                   | CH                | 50    |
|                           |                   |                   |       |
| Totais                    | Totais            | Totais            | 210   |
| Votos necessários         | Votos necessários | Votos necessários | 116   |
| Brancos ou nulos          | Brancos ou nulos  | Brancos ou nulos  | 18    |
| Votos                     | Votos             | Votos             | 228   |
| Fonte: Diário de Notícias |                   |                   |       |

### Eleição dos Vice Presidentes
| Candidato               | Grupo parlamentar | Grupo parlamentar | Votos |
| ----------------------- | ----------------- | ----------------- | ----- |
| Teresa Morais           |                   | PSD               | 140   |
| Marcos Perestrello      |                   | PS                | 169   |
| Diogo Pacheco de Amorim |                   | CH                | 129   |
| Rodrigo Saraiva         |                   | IL                | 144   |
|                         |                   |                   |       |
| Totais                  | Totais            | Totais            | 227   |
| Votos necessários       | Votos necessários | Votos necessários | 116   |
| Fonte: Executive Digest |                   |                   |       |